# Moasca
Moasca – miejscowość i gmina we Włoszech, w regionie Piemont, w prowincji Asti.
Według danych na styczeń 2009 gminę zamieszkiwało 450 osób przy gęstości zaludnienia 108,7 os./1 km².